# Subingen
Subingen (im lokalen Dialekt Subige) ist eine politische Gemeinde im Bezirk Wasseramt des Kantons Solothurn in der Schweiz.

## Geographie
Subingen liegt auf 440 m ü. M., 6 km östlich des Kantonshauptortes Solothurn (Luftlinie). Das Dorf erstreckt sich zwischen Wäldern und Wiesen an der Ösch, am östlichen Rand der breiten Schwemmebene der Emme, im Solothurner Mittelland.
Die Fläche des 6,3 km² grossen Gemeindegebiets umfasst einen Abschnitt der grundwasserreichen Schotterebene im mittleren Wasseramt. Das Gebiet erstreckt sich von der Autobahn A1 ostwärts über die weite Ebene des Unterfeldes und den Bachlauf der Ösch, die hier ganz am Ostrand der Emmeebene fliesst, auf die angrenzende leicht gewellte Grundmoränenlandschaft, welche vom eiszeitlichen Rhonegletscher geformt wurde. Dieses rund 20 m höher als die Emmeebene liegende Plateau weist in seinem westlichen Teil landwirtschaftlich intensiv genutzte Flächen auf, während es im Osten von einem ausgedehnten Waldgebiet bestanden ist. Auf dem Buechhubel wird mit 473 m ü. M. die höchste Erhebung von Subingen erreicht. Von der Gemeindefläche entfielen 1997 17 % auf Siedlungen, 31 % auf Wald und Gehölze und 52 % auf Landwirtschaft.
Subingen ist (inoffiziell) in zwei Gebiete zu teilen: das Unterdorf und das Oberdorf. Die offizielle Grenze zwischen den Gebieten ist die Luzernstrasse. Ein paar Dorfbewohner hingegen, sehen den Bahnübergang als Grenze.
Das Unterdorf ist in sich ein zweites Mal aufgeteilt. Der Siedlungskern Subingens liegt im Herzen des Ungerdorf. Dies betrifft die Deitingenstrasse ab Hausnummer 29 und höher. Die Gebäude in diesem Bereich sind teilweise über 250 Jahre alt. Als Grenze des ursprünglichen Ungerdorf gilt die Gaststätte St. Urs & Viktor.
Nachbargemeinden von Subingen sind von Osten aus im Uhrzeigersinn Bolken, Etziken, Hüniken, Horriwil, Oekingen, Derendingen und Deitingen im Kanton Solothurn sowie Wangen an der Aare und Inkwil im Amtsbezirk Wangen des Kantons Bern.

## Bevölkerung
Mit 3285 Einwohnern (Stand 31. Dezember 2023) gehört Subingen zu den mittelgrossen Gemeinden des Kantons Solothurn. Von den Bewohnern waren mit Stand 2000 91,3 % deutschsprachig, 1,8 % italienischsprachig und 1,7 % sprachen Türkisch. Die Bevölkerungszahl von Subingen belief sich 1850 auf 599 Einwohner, 1900 auf 698 Einwohner. Im Verlauf des 20. Jahrhunderts stieg die Bevölkerungszahl langsam aber kontinuierlich weiter an. Seit 1980 (1883 Einwohner) wurde ein verstärktes Bevölkerungswachstum verzeichnet.

## Politik
Der Gemeinderat besteht seit 2021 aus 7 Mitgliedern, zuvor 9. Für die letzten drei Amtsperioden ergaben sich folgende Wahlresultate:
| Partei                              | 2021–2025 | 2017–2021 | 2013–2017 | 2009–2013 |
| Sozialdemokratische Partei          | 2         | 4         | 4         | 4         |
| FDP.Die Liberalen                   | 3         | 4         | 4         | 4         |
| Christlichdemokratische Volkspartei | 2         | 1         | 1         | 1         |

1. ↑  bis 2009 Freisinnig-Demokratische Partei

Gemeindepräsident ist SP-Mitglied Hans Ruedi Ingold (Stand 2024).

## Wirtschaft
Subingen war bis in die zweite Hälfte des 20. Jahrhunderts ein vorwiegend durch die Landwirtschaft geprägtes Dorf. Die Wasserkraft der Ösch wurde früher für den Betrieb einer Mühle genutzt. Noch heute haben der Ackerbau und der Obstbau sowie die Viehzucht und die Forstwirtschaft einen gewissen Stellenwert in der Erwerbsstruktur der Bevölkerung.
Zahlreiche weitere Arbeitsplätze sind im lokalen Kleingewerbe und im Dienstleistungssektor vorhanden. Eine mittelgrosse Gewerbezone hat sich seit den 1970er-Jahren am westlichen Rand des Dorfes in der Nähe des Bahnanschlusses entwickelt. In Subingen befindet sich eine Zweigniederlassung der Von Roll AG. Weitere kleinere und mittlere Unternehmen konzentrieren sich auf die Branchen Baugewerbe, Informationstechnologie, Küchenbau, Gartenbau, Elektroindustrie sowie auf feinmechanische Werkstätten und Schreinereien. In den letzten Jahrzehnten hat sich das Dorf auch zu einer Wohngemeinde entwickelt. Viele Erwerbstätige sind deshalb Wegpendler, die hauptsächlich in der Region Solothurn arbeiten.

## Verkehr

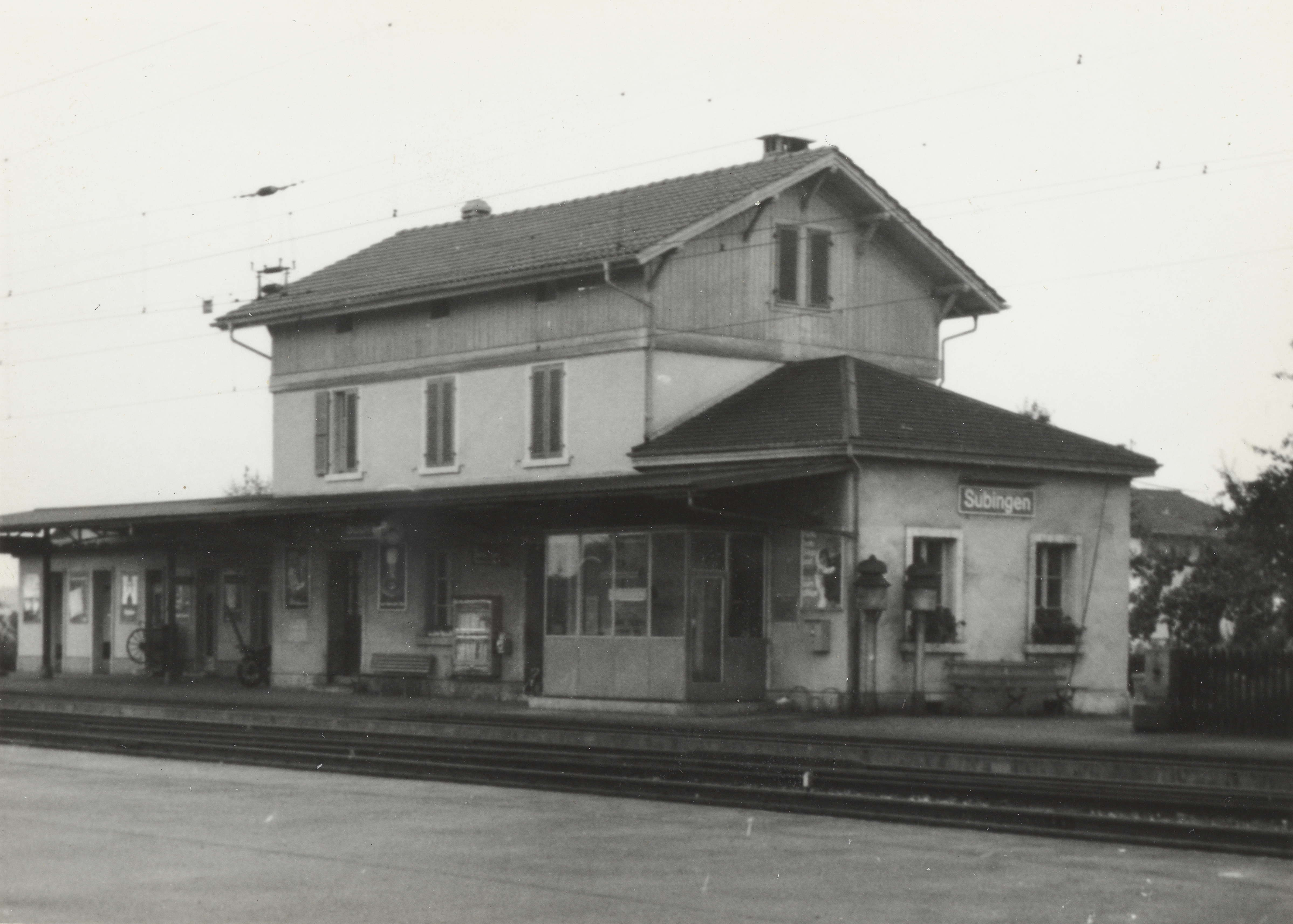
Stationsgebäude ca. 1965, geschlossen 1992

Die Gemeinde ist verkehrsmässig recht gut erschlossen. Sie liegt an der Hauptstrasse von Solothurn nach Herzogenbuchsee. Der nächste Anschluss an die Autobahn A1 (Bern-Zürich) befindet sich rund 3 km vom Ortskern entfernt.
Am 1. Juni 1857 wurde die Eisenbahnlinie von Herzogenbuchsee nach Solothurn mit einem Bahnhof in Subingen in Betrieb genommen. Die ab 1992 für den Personenverkehr stillgelegte Strecke ist heute als Ausbaustrecke Solothurn–Wanzwil im Rahmen von Bahn 2000 reaktiviert, wird jedoch nicht von Regionalzügen befahren und bedient Subingen daher nicht. Durch die Buslinie der BSU, welche die Strecke von Solothurn nach Herzogenbuchsee bedient, ist Subingen an das Netz des öffentlichen Verkehrs angeschlossen.

## Geschichte
Im bewaldeten, östlichen Teil des Gemeindegebiets befinden sich 20 Grabhügel aus der Hallstattzeit.
Die erste urkundliche Erwähnung des Ortes erfolgte 1270 bereits unter dem heutigen Namen. Der Ortsname geht auf den althochdeutschen Personennamen Subo zurück und bedeutet so viel wie bei den Höfen des Subo.
Seit dem Mittelalter unterstand Subingen der Herrschaft Deitingen. Im Jahr 1516 gelangte das Dorf durch Kauf an die Stadt Solothurn und wurde der Vogtei Kriegstetten zugeordnet, in der es fortan einen Gerichtskreis bildete. Erst 1665 erlangte Solothurn auch die hohe Gerichtsbarkeit über Subingen. Nach dem Zusammenbruch des Ancien Régime (1798) gehörte Subingen während der Helvetik zum Distrikt Biberist und ab 1803 zum Bezirk Kriegstetten, der 1988 offiziell in Bezirk Wasseramt umbenannt wurde.

## Sehenswürdigkeiten

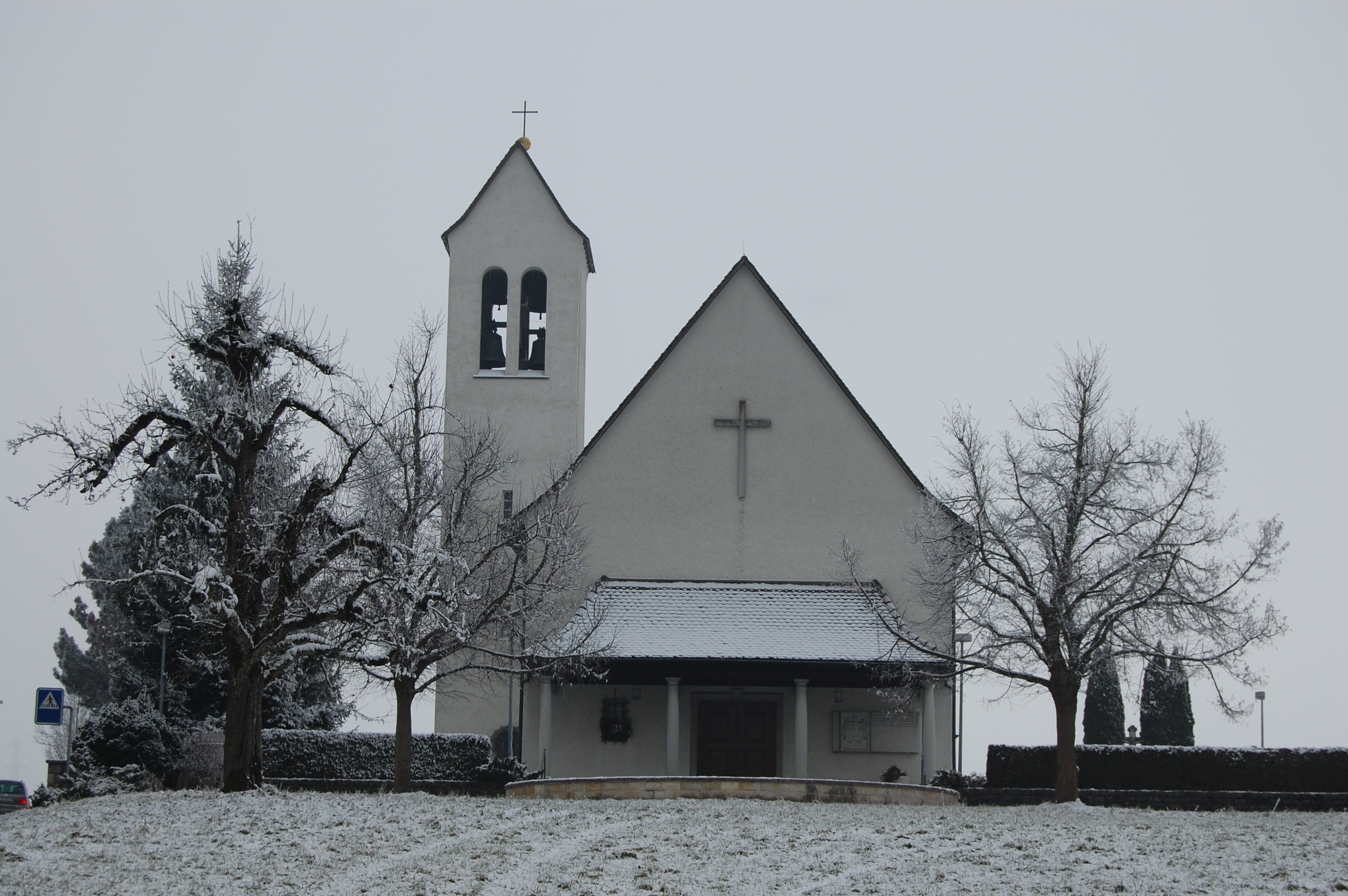
Kirche von Subingen

Eine Kapelle wird bereits 1476 erwähnt. Die heutige Kirche Sankt Urs und Viktor wurde in den Jahren von 1680 bis 1684 errichtet und 1936 umgestaltet. Sie besitzt eine barocke Ausstattung mit einem bemerkenswerten Sankt Verenenaltar. Erst seit 1867 bildet Subingen eine eigene Pfarrei, vorher gehörte es zur Kirchgemeinde Deitingen. Leicht erhöht am Ostrand der Emmeebene befindet sich das Schlösschen von Vigier, das im 17. Jahrhundert erbaut und später zum Türmlihaus erweitert wurde. Im Dorf sind mehrere typische Speicher aus dem 18. Jahrhundert erhalten.

## Wappen
Blasonierung
In Blau über weissen Dreiberg rechtsschreitender weisser Stier, überhöht von fünfstrahligem weissen Stern